# Höhenreißer

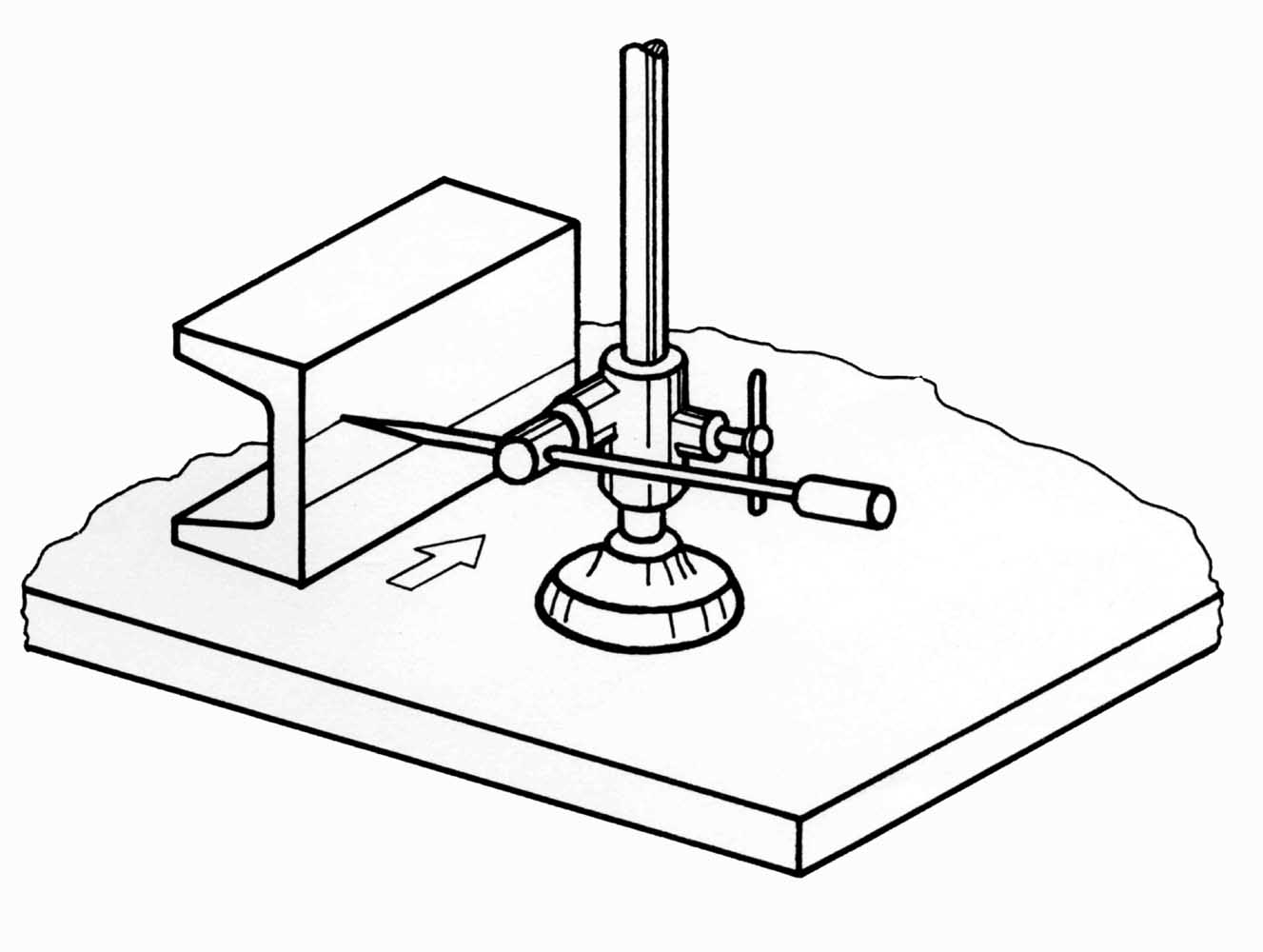
Darstellung des Anreißens mit einem Parallelreißer auf einer Anreißplatte

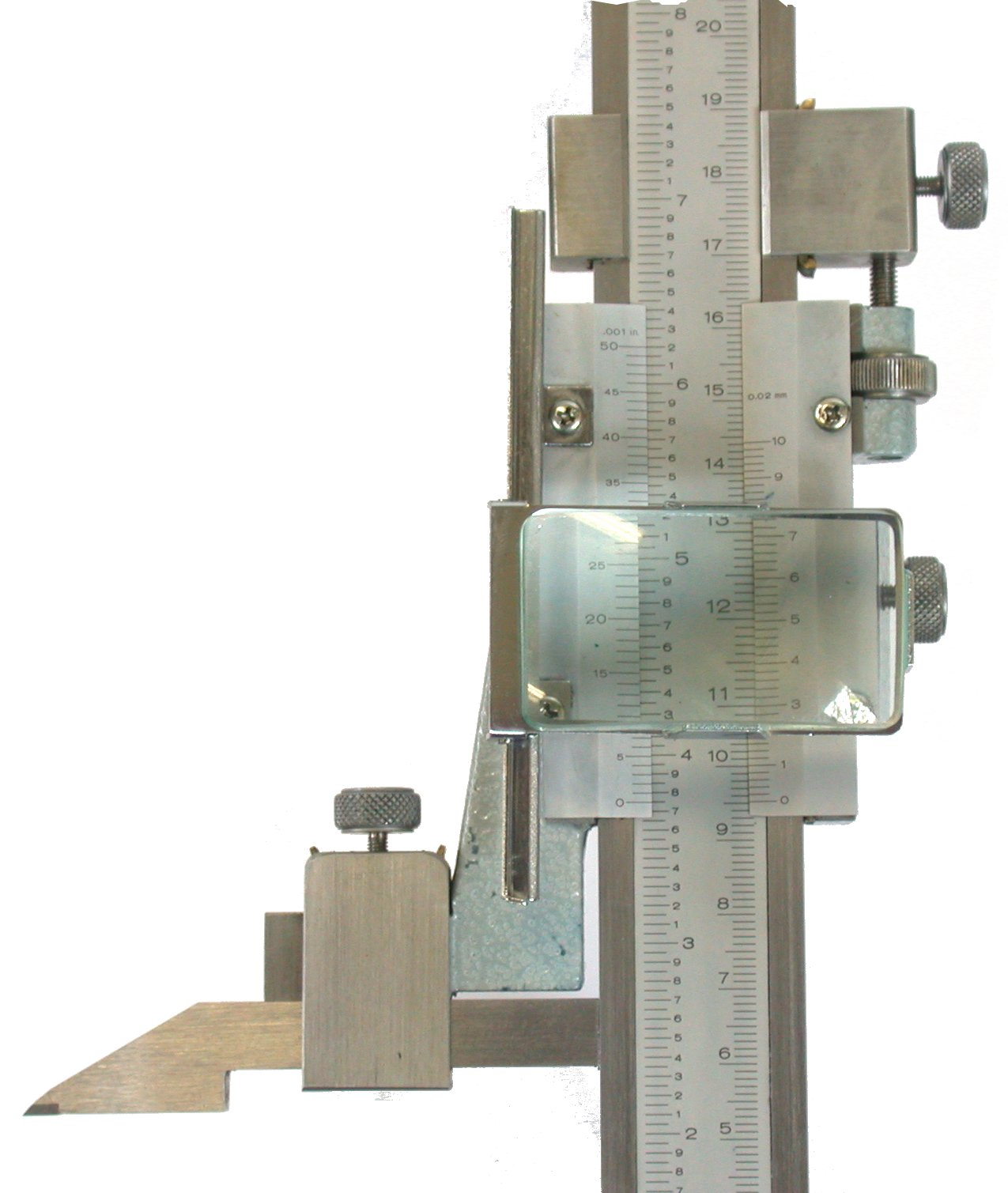
Höhenreißer mit analogem Nonius

Ein Höhenreißer ist ein Anreißwerkzeug, das für das Anreißen von Linien überwiegend in Metallwerkstückoberflächen eingesetzt wird. Höhenreißer bestehen aus einem schweren Standfuß, auf dem vertikal ein Ständer mit Skala angebracht ist. Den Ständer umschließt eine mit Nonius oder digital arbeitende, vertikal bewegliche Einheit, deren Reißnadel sich weiterhin mittels zweier Schrauben horizontal verstellen lässt. Mit der Reißnadel lassen sich so gerade Linien, die zur Auflagefläche des Standfußes parallel sind, in ein Werkstück einritzen.
Der Unterschied zwischen einem Höhenreißer und einem Parallelreißer (genannt auch Parallelmaß, Streichmaß, Reißmaß oder Reißmodel) ist, dass beim Parallelreißer die Höhe nur nach Augenmaß eingestellt bzw. ein separater Maßstab benötigt wird, während beim Höhenreißer Maßstab und Nonius bereits integriert sind und das Höhenmaß genau eingestellt werden kann.